# بوکرک
بوکرک (به لاتین: Bovekerke) یک منطقهٔ مسکونی در بلژیک است که در کوئکولر واقع شده‌است. بوکرک ۵٫۴۰ کیلومتر مربع مساحت و ۱٬۰۰۰ نفر جمعیت دارد.